# Seno cardinal

Sinc(x) normalizada (azul) frente a la sinc desnormalizada (rojo) con la misma escala: x = −6π a 6π.

En matemática, el seno cardinal es una función especial denotada por {\displaystyle \mathrm {sinc} (x)\,}; tiene dos definiciones, la «normalizada» y la «desnormalizada», que se definen de la siguiente forma:
1. En procesamiento digital de señales y teoría de la información, la función sinc normalizada comúnmente se define como:
{\displaystyle \mathrm {sinc} _{N}(x)={\frac {\operatorname {sen}(\pi x)}{\pi x}}}
2. En matemática, la histórica función sinc desnormalizada, está definida por:
{\displaystyle \mathrm {sinc} (x)={\frac {\operatorname {sen}(x)}{x}}}

En ambos casos el valor de la función tiene una singularidad evitable en cero, que generalmente se redefine específicamente como igual a 1. El seno cardinal es analítico en todo el dominio de los números reales, excepto para el valor {\displaystyle x=0}
La función «desnormalizada» es idéntica a la «normalizada» excepto por el factor de escala faltante en el argumento. La función sinc corresponde a la transformada de Fourier de un pulso rectangular, y la transformada inversa de Fourier de un espectro rectangular es una sinc.

## Reseña histórica
Sinc es una contracción del nombre latino completo de la función sinus cardinalis («seno cardinal»). La notación fue introducida por el matemático e ingeniero británico Philip Woodward en su artículo de 1952 Information theory and inverse probability in telecommunication (Teoría de la Información y probabilidad inversa en las telecomunicaciones), en el que afirmó que la función «se reproduce con tanta frecuencia en el análisis de Fourier y en sus aplicaciones, que parece merecer alguna notación propia». Esta notación también aparece utilizada en su libro de 1953 "Probability and Information Theory, with Applications to Radar" (Probabilidad y Teoría de la Información, con aplicaciones al Radar).
Con anterioridad, ya en 1915, el también matemático británico Edmund Whittaker (1873 - 1956) había utilizado esta función aplicada a procesos de muestreo, aunque no le dio nombre ni notación específicos. La función permite resolver el problema de:
Determinar una función que pasa por los puntos {\displaystyle (a+kw,f(a+kw))}, donde {\displaystyle k} es un número entero, y {\displaystyle w} es un número complejo, obteniendo una interpolación tan suave como sea posible, sin singularidades y con rápidas oscilaciones de los valores tabulares dados de {\displaystyle f(x)}.
y toma la forma:
{\displaystyle C(x)=\sum _{n=-\infty }^{\infty }f(a+kw){\frac {\operatorname {sen}({\frac {\pi }{w}})(x-a-kw)}{({\frac {\pi }{w}})(x-a-kw)}}}

## Propiedades

Los máximos y mínimos locales (pequeños puntos blancos) de la función sinc sin normalizar (curva de color rojo), coinciden con sus intersecciones con la función coseno (curva de color azul).

Parte real de sinc compleja Re(sinc z) = Re(sen z/z).

Parte imaginaria de sinc compleja Im(sinc z) = Im(sen z/z).

Valor absoluto
.

Los ceros (cortes con el eje horizontal) de la función sinc sin normalizar están en múltiplos enteros de π no nulos, mientras que los ceros de la función sinc normalizada se localizan en números enteros distintos de cero.
Los máximos y mínimos locales de la función sinc sin normalizar se corresponden con sus intersecciones con la función coseno. Es decir, sen(ξ)ξ = cos(ξ) para todos los puntos ξ donde la derivada de sin(x)x es cero y por lo tanto se alcanza un valor extremo local.
Una buena aproximación de la coordenada x del valor extremo enésimo n, con x positivo, es la coordenada
{\displaystyle x_{n}\approx \left(n+{\tfrac {1}{2}}\right)\pi -{\frac {1}{(n+{\frac {1}{2}})\pi }}~,}
donde n impar lleva a un mínimo local y n par a un máximo local. Además de valores extremos en xn, la curva tiene un máximo absoluto en ξ0 = (0,1) y debido a su simetría respecto al eje y, también lo es para los valores de x negativos −xn.
La función sinc normalizada posee una representación simple como el productorio
{\displaystyle \mathrm {sinc} _{N}(x)={\frac {\operatorname {sen}(\pi x)}{\pi x}}=\prod _{n=1}^{\infty }\left(1-{\frac {x^{2}}{n^{2}}}\right)}
y se relaciona con la función gamma Γ(x) través fórmula de reflexión de Euler,
{\displaystyle \mathrm {sinc} _{N}(x)={\frac {\operatorname {sen}(\pi x)}{\pi x}}={\frac {1}{\Gamma (1+x)\Gamma (1-x)}}~.}
Euler descubrió que
{\displaystyle \mathrm {sinc} (x)={\frac {\operatorname {sen}(x)}{x}}=\prod _{n=1}^{\infty }\cos \left({\frac {x}{2^{n}}}\right)~.}
La transformada de Fourier de la función sinc normalizada (a la frecuencia ordinaria) es rect( f ),
{\displaystyle \int _{-\infty }^{\infty }\operatorname {sinc} _{N}(t)\,e^{i2\pi ft}\,dt=\operatorname {rect} (f)~,}
donde la función rectangular es 1 para argumentos entre -12 y 12, y cero en caso contrario. Esto corresponde al hecho de que el filtro sinc es el filtro de paso bajo ideal (lo que se denomina en inglés un brick-wall, es decir, un filtro electrónico idealizado, que presenta plena transmisión en la banda de paso, y atenuación completa en la banda restringida, con transiciones bruscas, que se conoce coloquialmente en su traducción literal como "filtro de muro de ladrillo").
Esta integral de Fourier, incluyendo el caso especial
{\displaystyle \int _{-\infty }^{\infty }{\frac {\operatorname {sen}(\pi x)}{\pi x}}\,dx=\operatorname {rect} (0)=1\,\!}
es una integral impropia (según la definición de integral de Dirichlet), y no una integral de Lebesgue convergente, como
{\displaystyle \int _{-\infty }^{\infty }\left|{\frac {\operatorname {sen}(\pi x)}{\pi x}}\right|\,dx=+\infty ~.}
De la anterior integral de Fourier se deducen las expresiones siguientes:
{\displaystyle \int _{-\infty }^{+\infty }\mathrm {sinc} _{N}(x)\ dx=1}
{\displaystyle \int _{-\infty }^{+\infty }\mathrm {sinc} (x)\ dx=\pi }
La función sinc normalizada tiene propiedades que la hacen ideal en relación con la interpolación de funciones muestreadas con ancho de banda limitado:
- Se trata de una función de interpolación, es decir, sinc(0) = 1, y sinc(k) = 0 para números enteros k distintos de cero.
- Las funciones xk(t) = sinc(t − k) con (k entero) forman una base ortonormal para funciones de ancho de banda limitado en el espacio funcional L2(R), con la frecuencia angular más alta ωH = π (es decir, la frecuencia de ciclo más alta fH = 12).

Otras propiedades de las dos funciones sinc incluyen:
- La función sinc no normalizada es la función de Bessel esférica de primera clase de orden cero, j0(x). La función sinc normalizada es  j0(πx).
- {\displaystyle \int _{0}^{x}{\frac {\operatorname {sen}(\theta )}{\theta }}\,d\theta =\operatorname {Si} (x)\,\!}

donde Si(x) es la función integral senoidal.
- λ sinc(λx) (no normalizada) es una de las dos soluciones linealmente independientes de la ecuación diferencial ordinaria lineal

{\displaystyle x{\frac {d^{2}y}{dx^{2}}}+2{\frac {dy}{dx}}+\lambda ^{2}xy=0.\,\!}
La otra es cos(λx)x, que no está limitada en x = 0, a diferencia de su contraparte, la función sinc.
- {\displaystyle \int _{-\infty }^{\infty }{\frac {\operatorname {sen} ^{2}(\theta )}{\theta ^{2}}}\,d\theta =\pi \,\!\rightarrow \int _{-\infty }^{\infty }\operatorname {sinc} ^{2}(x)\,dx=1~,}

donde se hace referencia a la función sinc normalizada.
- {\displaystyle \int _{-\infty }^{\infty }{\frac {\operatorname {sen} ^{3}(\theta )}{\theta ^{3}}}\,d\theta ={\frac {3\pi }{4}}\,\!}
- {\displaystyle \int _{-\infty }^{\infty }{\frac {\operatorname {sen} ^{4}(\theta )}{\theta ^{4}}}\,d\theta ={\frac {2\pi }{3}}~.}

## Relación con la distribución delta de Dirac
La función sinc normalizada se puede utilizar como una función delta naciente, de acuerdo con la siguiente convergencia débil,
{\displaystyle \lim _{a\rightarrow 0}{\frac {\operatorname {sen} \left({\frac {\pi x}{a}}\right)}{\pi x}}=\lim _{a\rightarrow 0}{\frac {1}{a}}{\textrm {sinc}}_{N}\left({\frac {x}{a}}\right)=\delta (x)~.}
Este no es un límite ordinario, puesto que desde el lado izquierdo no converge. Más bien, significa que
{\displaystyle \lim _{a\rightarrow 0}\int _{-\infty }^{\infty }{\frac {1}{a}}{\textrm {sinc}}_{N}\left({\frac {x}{a}}\right)\varphi (x)\,dx=\varphi (0)~,}
para cualquier función continuamente diferenciable  φ(x) con soporte compacto.
En la expresión anterior, cuando a → 0, el número de oscilaciones por unidad de longitud del seno cardinal se aproxima a infinito. Sin embargo, la expresión siempre oscila dentro del intervalo ±1πx, independientemente del valor de a.
Esto complica la imagen informal de δ(x) como cero para todos los valores de x excepto para el punto x = 0, e ilustra el problema de la idea de la función delta como una función más que como una distribución. Una situación similar se aparece en el fenómeno de Gibbs.

## Series
Todos los sumatorios en esta sección se refieren a la función sinc sin normalizar.
El sumatorio de sinc(n) sobre n para los números enteros de 1 a ∞ es igual a π − 12.
{\displaystyle \sum _{n=1}^{\infty }\operatorname {sinc} (n)=\operatorname {sinc} (1)+\operatorname {sinc} (2)+\operatorname {sinc} (3)+\operatorname {sinc} (4)+\cdots ={\frac {\pi -1}{2}}}
El sumatorio de los cuadrados es también igual a π − 12.
{\displaystyle \sum _{n=1}^{\infty }\operatorname {sinc} ^{2}(n)=\operatorname {sinc} ^{2}(1)+\operatorname {sinc} ^{2}(2)+\operatorname {sinc} ^{2}(3)+\operatorname {sinc} ^{2}(4)+\cdots ={\frac {\pi -1}{2}}}
Cuando los signos de las adiciones se alternan y comienzan con el signo +, el sumatorio es igual a 12.
{\displaystyle \sum _{n=1}^{\infty }(-1)^{n+1}\,\operatorname {sinc} (n)=\operatorname {sinc} (1)-\operatorname {sinc} (2)+\operatorname {sinc} (3)-\operatorname {sinc} (4)+\cdots ={\frac {1}{2}}}
El sumatorio de los términos alternantes de los cuadrados y los cubos también es igual a 12.
{\displaystyle \sum _{n=1}^{\infty }(-1)^{n+1}\,\operatorname {sinc} ^{2}(n)=\operatorname {sinc} ^{2}(1)-\operatorname {sinc} ^{2}(2)+\operatorname {sinc} ^{2}(3)-\operatorname {sinc} ^{2}(4)+\cdots ={\frac {1}{2}}}
{\displaystyle \sum _{n=1}^{\infty }(-1)^{n+1}\,\operatorname {sinc} ^{3}(n)=\operatorname {sinc} ^{3}(1)-\operatorname {sinc} ^{3}(2)+\operatorname {sinc} ^{3}(3)-\operatorname {sinc} ^{3}(4)+\cdots ={\frac {1}{2}}}

## Expansión de las series
Para sinc(x) sin normalizar:
{\displaystyle \operatorname {sinc} (x)={\frac {\operatorname {sen}(x)}{x}}=\sum _{n=0}^{\infty }{\frac {\left(-x^{2}\right)^{n}}{(2n+1)!}}}

## Dimensiones superiores
El producto de funciones sinc 1-D proporciona fácilmente una función multivariable sinc para un sistema de referencia cartesiano de rejilla cuadrada (gráfico de celosía): sincC(x, y) = sinc(x) sinc(y) cuya transformada de Fourier es la función indicatriz de un cuadrado en el espacio de frecuencia (es decir, el definido por un muro de ladrillo en el espacio 2-D). El seno cardinal para un gráfico de celosía no cartesiano (por ejemplo, una rejilla hexagonal) es una función cuya transformada de Fourier es la función indicatriz de la zona de Brillouin de la celosía. Por ejemplo, la función sinc para la red hexagonal es una función cuya transformada de Fourier es la indicatriz de la unidad hexágonal en el espacio de la frecuencia. Para una retícula cartesiana esta función no se puede obtener por un simple producto tensorial. Sin embargo, la fórmula explícita de la función sinc para rejillas hexagonales, sistemas cúbicos, celosías cúbicas centradas en las caras y otras celosías de dimensiones superiores pueden ser deducidas explícitamente utilizando las propiedades geométricas de las zonas de Brillouin y su conexión con los zonotopos.
Por ejemplo, una rejilla hexagonal puede ser generada por el sistema generador de vectores (enteros) 
{\displaystyle u_{1}=\left[{\begin{array}{c}{\frac {1}{2}}\\{\frac {\sqrt {3}}{2}}\end{array}}\right]\quad {\text{ }}\quad u_{2}=\left[{\begin{array}{c}{\frac {1}{2}}\\-{\frac {\sqrt {3}}{2}}\end{array}}\right].}
siendo
{\displaystyle \xi _{1}={\tfrac {2}{3}}u_{1},\quad \xi _{2}={\tfrac {2}{3}}u_{2},\quad \xi _{3}=-{\tfrac {2}{3}}(u_{1}+u_{2}),\quad \mathbf {x} =\left[{\begin{array}{c}x\\y\end{array}}\right],}
puede deducirse el seno cardinal para esta red hexagonal como:
{\displaystyle {\begin{aligned}\operatorname {sinc} _{\rm {H}}(\mathbf {x} )={\tfrac {1}{3}}{\big (}&\cos(\pi \xi _{1}\cdot \mathbf {x} )\operatorname {sinc} (\xi _{2}\cdot \mathbf {x} )\operatorname {sinc} (\xi _{3}\cdot \mathbf {x} )+{}\\&\cos(\pi \xi _{2}\cdot \mathbf {x} )\operatorname {sinc} (\xi _{3}\cdot \mathbf {x} )\operatorname {sinc} (\xi _{1}\cdot \mathbf {x} )+{}\\&\cos(\pi \xi _{3}\cdot \mathbf {x} )\operatorname {sinc} (\xi _{1}\cdot \mathbf {x} )\operatorname {sinc} (\xi _{2}\cdot \mathbf {x} ){\big )}\end{aligned}}}
Esta construcción se puede utilizar para diseñar ventanas de Lanczos para rejillas multidimensionales generales.